# Saint-Martin-de-Londres
Saint-Martin-de-Londres is een gemeente in het Franse departement Hérault (regio Occitanie) en telde op 1 januari 2022 2.728 inwoners. De plaats maakt deel uit van het arrondissement Lodève.

## Geschiedenis
In de 11e eeuw behoorde Saint-Martin aan de heren van Mantarnaud. Het dorp bestond uit twee delen: het eigenlijke dorp en de gebouwen rond de kerk. Dit laatste deel werd al in 1088 door Guilhem de Mantarnaud geschonken aan de Abdij van Gellone. In de 12e eeuw werd dit deel versterkt. Rond 1250 kwam ook het dorp in het bezit van de Abdij van Gellone. Van 1331 tot aan de Franse Revolutie was het dorp in het bezit van de bisschoppen van Maguelone, later Montpellier. In de 14e eeuw werd het hele dorp ommuurd. De stadsmuur was 1,4 meter dik en telde drie poorten. Vanaf de 16e eeuw kwam er ook bebouwing buiten de stadsmuren en vanaf de 19e eeuw werden de stadsmuren afgebroken.

## Geografie
De oppervlakte van Saint-Martin-de-Londres bedroeg op 1 januari 2022 38,2 vierkante kilometer; de bevolkingsdichtheid was toen 71,4 inwoners per km².
De gemeente ligt nabij de Pic Saint-Loup in de vallei of vlakte van Londres. Deze naam is een verbastering van dundras, een oude lokale term voor een uitgedroogd moerassig gebied. De Rieutord stroomt door de gemeente terwijl de Hérault de westgrens vormt en de Lamalou de noordgrens.

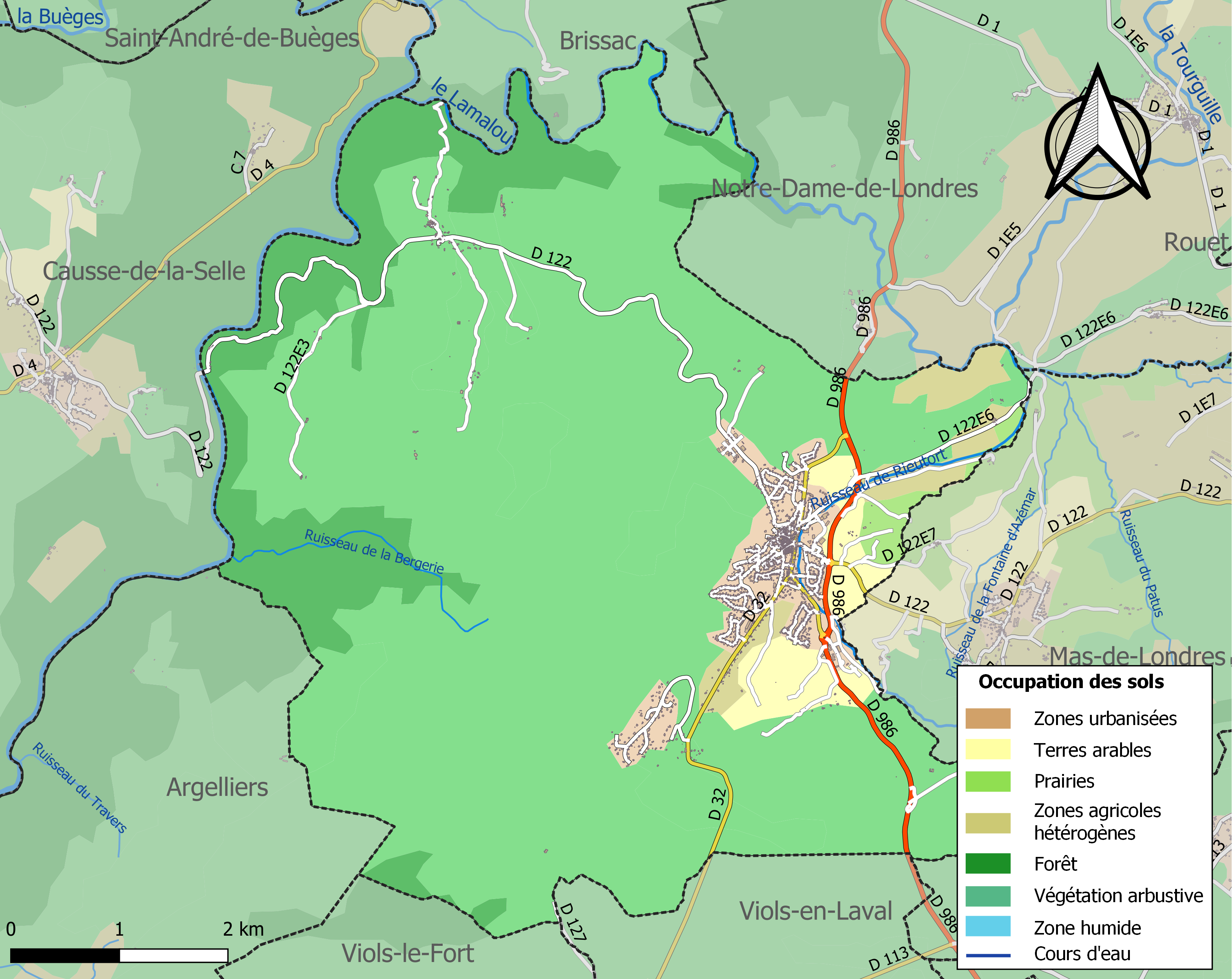
Kaart van de gemeente met belangrijkste infrastructuur, bodemgebruik en omliggende gemeenten

## Demografie
Onderstaande figuur toont het verloop van het inwonertal (bron: INSEE-tellingen).